# Психотерапія
Психотерапі́я, або психологічна терапія (грец. ψυχή — душа, грец. θεραπεία «зцілення, медичне лікування») — метод впливу психотерапевта та/або медичного персоналу словом на психіку хворого з лікувальною метою. Фахівець у даній галузі — психотерапевт.

## Визначення
- Психотерапі́я — спасіння душі, лікування душі і завдяки цьому лікування людини в цілому, лікувальна дія душі щодо організму, досягнута завдяки психологічному впливу лікаря (наприклад, гіпнотерапія). Однак таке розуміння домінувало в XIX ст.

На сьогодні існують два суттєво відмінні визначення психотерапії Згідно з першим:
- Психотерапі́я — галузь психології, яка широко застосовує психологічні знання для діагностики та лікування різного роду захворювань.

Таке визначення побутувало в СРСР. До сьогодні[коли?] державні вищі навчальні заклади пострадянського простору готують лікарів-психотерапевтів з-поміж тих, хто отримав медичну освіту за спеціальністю психіатрія.[джерело не вказане 3554 дні]
Згідно з іншим, поширеним в Європі та США:
- Психотерапія — це науково обґрунтований та емпірично перевірений вид діяльності, що спрямований на допомогу людям, які потерпають від психологічних, психічних, психосоматичних, соціальних проблем або страждання, та використовує психологічні інструменти[1]. Але ніяких наукових досліджень ефективності психотерапії не існує.

Психотерапія належить до методів психологічної інтервенції, а ці методи є частиною клінічної психології. Своєю чергою, клінічна психологія — це розділ психології.
Тут психотерапія має більш значущий зв'язок з психологією. Тому психотерапевтами, після додаткової підготовки, можуть стати психологи, або психіатри.
Колись, як психотерапію розглядали практику психоаналізу, який був зосереджений на суб'єктивних переживаннях і в цілому не торкався тілесних захворювань. Таким чином саме психоаналіз сформував уявлення про психотерапію в сучасному «західному» розумінні.

## Класифікація моделей психотерапії
Класифікацію моделей психотерапії, як різновиду лікувальних дій, описує Х.Ремшмідт. Він пропонує класифікацію моделей психотерапії здійснювати за такими принципами:
- теоретичної концепції, яка лежить в основі психотерапії (психоаналіз, поведінкова психотерапія, когнітивна терапія тощо);
- організаційних форм лікування (індивідуальна, групова та сімейна терапія);
- специфікою коригованого розладу (психози, синдром аутизму, невротичні порушення, депресивні стани, синдром страхів, синдром нав'язливості тощо).

У психологічній літературі теж немає одностайності у виділенні основних моделей психотерапії. Так, зокрема, Г. Онищенко, В. Панок виділяють три основні моделі психотерапії:
- психодинамічну психотерапію, яка зорієнтована на психоаналіз;
- гуманістичну психотерапію та її основні течії — роджеріанська, екзистенційна, гештальт-терапія;
- біхевіоральна (поведінкова) психотерапія.

## Методика
Психотерапія проходить у формі індивідуальної консультації або групової роботи. Вона може застосовуватися самостійно (для лікування депресії та неврозів) або у поєднанні з іншими методами лікування.
Існує десятки методів психотерапії[джерело не вказане 3554 дні], наприклад:
- Раціональна психотерапія або роз'яснювальна психотерапія
- Когнітивна терапія, або пізнавальна терапія
- Поведінкова терапія, або біхевіоральна терапія
- Сугестія (навіювання)[4]
- Аутогенне тренування
- Групова психотерапія
- Психоаналіз
- Каузальна психотерапія
- Гештальт-терапія
- Психодрама
- Арттерапія
- Логотерапія
- Психоделічна психотерапія

Психотерапію проводять у психіатричній лікарні, денному стаціонарі та амбулаторії. Її завдання — досягнення дезактуалізації хворобливих переживань у хворого, зміна його неправильних суджень, стереотипів реагування та установок, полегшення адаптації до умов зовнішнього світу.
Коректування різних психічних розладів вимагає використання відповідних методів психотерапії, які можуть бути ефективними для лікування одних психічних розладів та неефективними для інших психічних розладів. Наприклад, певні кола психіатрів поділяють думку, що психоаналітична психотерапія є неефективною для лікування неврозів, депресій та інших психічних розладів. На сьогодні більшість спеціалістів у великій мірі піддають скептицизму теорію психоаналізу, який не підтверджується науковими дослідженнями і якого теоретичні положення часто не підтверджуються практичними спостереженнями. Нині є мало об'єктивних доказів, що психоаналіз дозволяє людям подолати такі психологічні проблеми як депресія чи тривожні розлади. Також відсутні контрольовані дослідження, які б свідчили, що психоаналіз (психоаналітична психотерапія) або динамічна психотерапія є ефективною у вирішенні основних симптомів обсесивно-компульсивного розладу. Деякі спеціалісти вважають, що немає доказів, що психодинамічна терапія, гіпнотерапія чи трансакційний аналіз приносить користь при лікуванні неврозів нав'язливих станів (обсесивно-компульсивних розладів).
При виборі психотерапії та психотерапевта важливо встановити його кваліфікацію, наявність відповідних документів (сертифіката чи ліцензії), конкретні результати його психотерапевтичної практики, напрям психотерапії, який він практикує, та ефективність її для даного психічного розладу. Людина повинна відчувати комфорт та довіру до психотерапевта, вона має право в любий час відмовитися від його послуг. Такі ж самі та дуже подібні вимоги ставить перед психотерапевтами етичний кодекс
Української Спілки психотерапевтів.

## Дослідження ефективності психотерапії
Дані мета-аналізів показують ефективність психотерапії, включаючи різні психологічні методи допомоги і психоосвітні програми. Зокрема, M. W. Lipsey, D. B. Wilson у 1993 році, узагальнивши в мета-аналізі дані сотень досліджень різних видів психотерапії та психоосвітніх програм, показали їхню ефективність.
Згідно з даними двох інших мета-аналізів, що об'єднали 29 та 56 різних досліджень, психотерапія так само ефективна, як антидепресанти, при лікуванні депресій. У третьому мета-аналізі зроблено висновок про деяку перевагу антидепресантів над психотерапією при лікуванні ендогенних депресій. У мета-аналізі, проведеному в рамках проекту NIMH (Національний інститут психічного здоров'я США), зроблено висновок, що при лікуванні пацієнтів з депресією антидепресанти перевершують психотерапію лише у разі лікування важких депресій.
Ще один мета-аналіз показав рівну ефективність психотерапії та комбінованого лікування (психотерапії у поєднанні з медикаментами) при нетяжких розладах, проте при важких депресіях комбіноване лікування продемонструвало переваги порівняно з використанням психотерапії без медикаментів.
Пізніший мета-аналіз показав переваги когнітивно-поведінкової психотерапії перед лікуванням антидепресантами: ефект когнітивно-поведінкової терапії був виражений сильніше. В рамках цього ж мета-аналізу з'ясувалося, що у пацієнтів, які проходили когнітивно-поведінкову психотерапію, повторні напади відзначаються в 29,5 % випадків, а у тих, що пройшли лише медикаментозне лікування, — у 60 % випадків, тобто когнітивно-поведінкова терапія виявляє більш істотний профілактичний ефект проти антидепресантів.
За даними мета-аналізу 1998 року, при лікуванні панічних атак когнітивно-поведінкова психотерапія мала більш високий показник сили ефекту в порівнянні з фармакологічним лікуванням і комбінованим лікуванням. Крім того, при використанні когнітивно-поведінкової психотерапії менша кількість пацієнтів переривала лікування порівняно з фармакологічним та комбінованим лікуванням.
Якість багатьох мета-аналізів, у яких зіставляється психотерапія та медикаментозні методи лікування, піддається критиці. Проте ефективність когнітивно-поведінкової психотерапії під час лікування депресивних і тривожних розладів доведено досить надійними мета-аналізами, і доведено ефективність психотерапії під час лікування психічних розладів загалом.
Ефективність психотерапії критикував відомий психолог Г. Айзенк, який стверджував, що психотерапія не перевищує за своєю дією плацебо. Незважаючи на це, в 1996 році RJ Grissom узагальнив дані 46 мета-аналізів і показав перевагу психотерапії і над контрольною групою пацієнтів, які перебували в очікуванні лікування, і над пацієнтами, які отримували замість специфічних форм психотерапії плацебо (підтримуючі бесіди).
Ряд контрольованих досліджень та мета-аналізів показав, що навіть через три роки після проведення психотерапії її ефект зберігається для значної кількості пацієнтів. Наприклад, при алкогольній залежності 30 % пацієнтів після курсу психотерапії перестають вживати алкоголь на тривалий термін, а ще 30 % суттєво знижують кількість споживаного алкоголю. При лікуванні пацієнтів з граничним розладом особи перевірка результатів психотерапії після трьох років довела стійкість досягнутого поліпшення їхнього функціонування.
У мета-аналізі, що охопив дослідження, що включають загалом понад 2000 пацієнтів, виявилося, що 14 % пацієнтів демонструють поліпшення ще до першої сесії психотерапії, 53 % після 8 щотижневих сесій, 75 % після 26 щотижневих сесій, а 8 після 52. За даними ще одного мета-аналізу, після 15 сесій психотерапії їхній терапевтичний ефект приблизно дорівнює ефекту після двох років спонтанного одужання. Нарешті, третій мета-аналіз показав, що близько 50 % пацієнтів, які розпочали лікування під час загострення, досягають клінічно значущого покращення після 21 сесії, і 75 % пацієнтів — після 50 сесій.
За даними низки досліджень, під час психотерапії приблизно 5—10 % пацієнтів можуть відчувати погіршення стану. Відзначалося, що особливо високий відсоток погіршення у пацієнтів із граничним розладом особи та у пацієнтів із обсесивно-компульсивним розладом. Факторами ризику також є виражені міжособистісні проблеми у пацієнтів та більш тяжкий стан на початку лікування; крім того, погіршення стану пацієнтів у ході лікування сприяють такі якості психотерапевта, як низький рівень емпатії, недооцінка проблем клієнта, негативне контрперенесення. Погіршення часто пов'язане також із експериментальними формами психотерапії, а для депресій предиктором погіршення може бути невелика кількість сесій.

## Ефективність психотерапії онлайн
Досліджувати результативність дистанційної форми лікування ментальних проблем почали майже одразу, як вона набула свого поширення. Так, Вже у 2002 році психологи починають ставити питання та дискутувати стосовно ефективності онлайн-психотерапії. Наприклад, у журналі Journal of Social Work Practice in the Addictions вийшла стаття-дослідження щодо ефективності лікування залежності засобами інтернет-зв’язку, яке починають називати «електронною психотерапією». Наприкінці 2000-х років експерти починають усвідомлювати потужний потенціал дистанційної терапії, порівняно з традиційною формою, особливо для людей, що не мають до неї доступу. Так, у 2009 році об’єктом дослідження стали 113 пацієнтів з депресією, які отримували онлайн-терапію додатково до традиційних сеансів. 42% пацієнтів з цієї групи одужали протягом восьми місяців, порівняно з 26% відсотками тих, хто додатково не отримував дистанційну допомогу.[джерело?]
Провідний автор дослідження, доктор Девід Кесслер з Університету Брістоля додатково зауважив, що власноручне описання травматичних подій у текстовому вигляді, що дає час зупинитися та обміркувати їх, приносить додатковий терапевтичний ефект, допомагає терапевтичному процесу. До того ж люди більш охоче розказують про речі, яки викликають сором або стигматизацію, коли спілкуються онлайн.
У найбільшому системному огляді, що існує на сьогоднішній день, дослідники з Університету МакМастер зібрали та систематизували дані 17 різних досліджень, які проводилися за останні 20 років. Клінічні випробування, включені в огляд, були зосереджені на порівнянні ефективності когнітивно-поведінкової терапії в електронному та традиційному вигляді при лікуванні великого депресивного розладу. При цьому «електронним» сеансом вважався будь-який опосередкований контакт терапевта з пацієнтом — з відеоконференції, телефону, електронної пошти, листування тощо.
Результати показали, що дистанційна онлайн-терапія не тільки не поступається ефективності традиційної очної, але в ряді випадків перевершує її. Метааналіз робить висновок про наявність «помірних доказів», що свідчать про те, що ефективність онлайн психотерапії не поступається традиційному методу спілкування з психологом в офісі. А в деяких випадках навіть перевершує результати очних сеансів. Це пов'язано з тим, що клієнт отримує допомогу психотерапевта, коли знаходиться у комфортному місці, яке сам і обрав. Це дозволяє налаштуватися на результат і не думати про фактори, що відволікають.

## Психотерапія в Україні

### Психотерапевтичні організації
- Українська спілка психотерапевтів (УСП)

Українська Спілка Психотерапевтів (УСП) - всеукраїнська громадська організація, основною метою якої є сприяння розвитку сучасної психотерапії в Україні, заснована 1996 року. УСП є дійсним членом Європейської Асоціації Психотерапії.
Декларація спілки психотерапевтів, 2017 рік.
Україна переживає зараз нелегкий час випробувань, які в особливий спосіб
загострюють наше усвідомлення важливості психічного здоров’я нації та потребу
цілісної національної програми його охорони. Війна на Сході України з її
потенційним психотравмувальним впливом, вимагає залучення психологічних
ресурсів та розвитку спеціалізованих програм психологічної допомоги
потерпілим. Ми свідомі, що дана ситуація вимагає від нашої країни великих
зусиль у сфері збереження та охорони психічного здоров’я. За таких умов
психотерапія стає одним із найвагоміших чинників професійної допомоги
населенню України.
У зв’язку з цим усі ми, хто підтримує важливість розвитку ефективної
національної системи охорони психічного здоров’я, яка неможлива без якісної
психотерапевтичної допомоги, декларуємо:
1. Психотерапія є важливою, соціально значущою дисципліною, здатною
забезпечувати широкий перелік професійної допомоги у галузі психічного здоров’я.
2. Згідно з сучасними емпірично обґрунтованими, випрацюваними
міжнародними фаховими спільнотами стандартами, надання послуг у галузі
охорони психічного здоров’я, психотерапевтична допомога здійснюється
у окремих методах, які мають чітко окреслені стандарти освіти та
практичного застосування.
3. Для впровадження сучасних міжнародних стандартів охорони психічного
здоров’я, в Україні необхідно визнати усі основні сучасні емпірично
обґрунтовані методи психотерапії.
4. В Україні треба схвалити міжнародні освітні стандарти та фахові
компетенції (core competences) у кожному з методів психотерапії
відповідно до затверджених європейських та міжнародних стандартів
і вимог національних професійних організацій.
5. Надавати психотерапевтичну допомогу у тому чи іншому методі повинні
лише фахівці, що здобули освіту відповідно до міжнародних
стандартів освіти у даному методі.
6. Забезпечення якості психотерапевтичної освіти та практики в Україні
можливе лише за умови об’єднання зусиль державних інституцій та
національних фахових асоціацій, зокрема тих, що є акредитованими
членами визнаних міжнародних фахових спільнот.
7. Застосування психотерапії повинно регулюватися національним етичним
кодексом, узгодженим з відповідними міжнародними
(Європейськими) документами.
- Український психотерапевтичний університет

Український психотерапевтичний університет – громадська організація, основною метою якої є об'єднання спеціалістів-психологів, психотерапевтів для сприяння розвитку і еволюції психотерапії в Україні. Український психотерапевтичний університет є просвітницьким проектом, створеним Громадською організацією «Український психотерапевтичний університет» у співпраці із Українською спілкою психотерапевтів (УСП) та Європейською Асоціацією психотерапії (ЄАП).

## Додаткова література
- Филатов А. Т., Скумин В. А. Психопрофилактика и психотерапия в кардиохирургии. — Киев : Здоров'я, 1985. — 72 с. (Б-ка практ. врача). (рос.)